# Neoaliturus curtus
Neoaliturus curtus är en insektsart som beskrevs av Rauno E. Linnavuori 1955. Neoaliturus curtus ingår i släktet Neoaliturus och familjen dvärgstritar. Inga underarter finns listade i Catalogue of Life.